# Albert Lewin
Albert Parsons Lewin (Brooklyn, 23 settembre 1894 – New York, 9 maggio 1968) è stato un regista, sceneggiatore e produttore cinematografico statunitense.

## Filmografia parziale

### Regia
- La luna e sei soldi (The Moon and Six Pence) (1942)
- Il ritratto di Dorian Gray (The Picture of Dorian Gray) (1945)
- Il disonesto (The Private Affairs of Bel Ami) (1947)
- Pandora (Pandora and the Flying Dutchman) (1951)
- Saadia (1953)
- L'idolo vivente (The Living Idol), co-regia di René Cardona (1957)

### Sceneggiatura
- Il pane quotidiano (Bread), regia di Victor Schertzinger (1924)
- A Little Journey, regia di Robert Z. Leonard - continuity (1927)
- L'altare dei desideri (Altars of Desire), regia di Christy Cabanne (1927)
- Via Belgarbo (Quality Street), regia di Sidney Franklin (1927)
- L'attrice (The Actress), regia di Sidney Franklin (1928)

### Produzione
- La rumba dell'amore (The Cuban Love Song), regia di W. S. Van Dyke (1931)
- Catene (Smilin' Through), regia di Sidney Franklin (1932)
- What Every Woman Knows, regia di Gregory La Cava (1934)
- Il falco del nord (Spawn of the North), regia di Henry Hathaway (1938)
- Zazà (Zaza), regia di George Cukor (1938)
- Così finisce la nostra notte (So Ends Our Night), regia di John Cromwell (1941)